# Œuf fossile
Pour les articles homonymes, voir Œuf.
Les œufs fossiles sont des restes fossilisés d'œufs déposés par d'anciens animaux. 